# کلیسای جامع سنت ایزاک
کلیسای جامع سنت ایزاک یک کلیسا ارتدوکس روسی واقع در سن پترزبورگ، روسیه می‌باشد و ساخت و ساز آن در ۱۸۵۸ به پایان رسید.

## نگارخانه

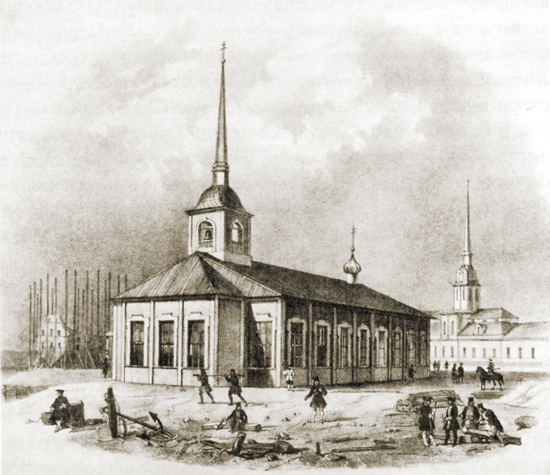
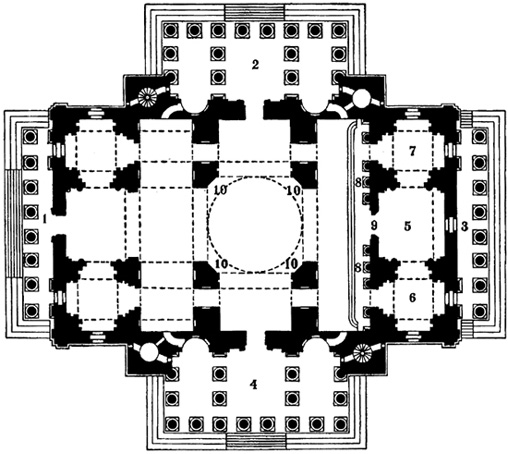
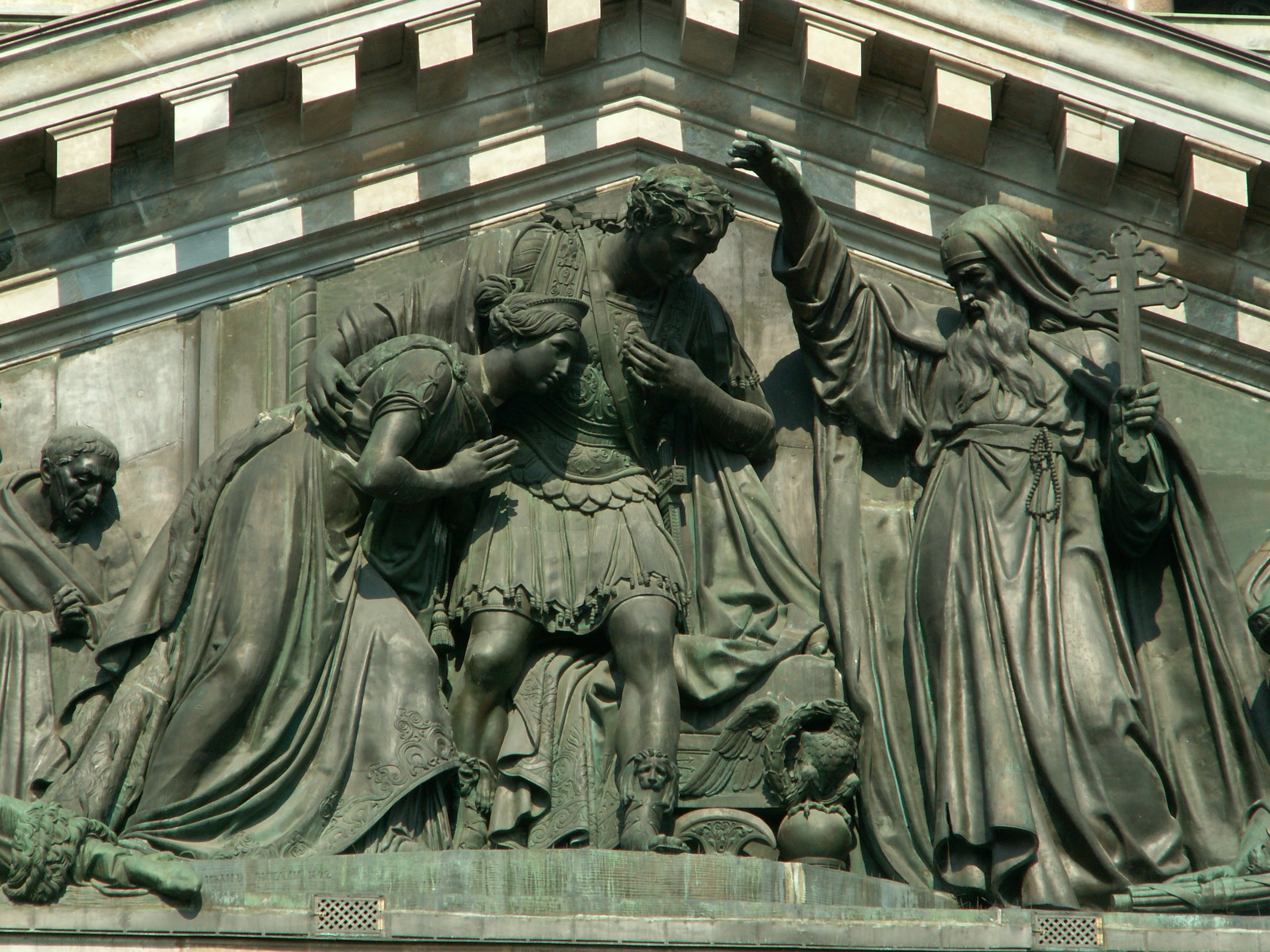
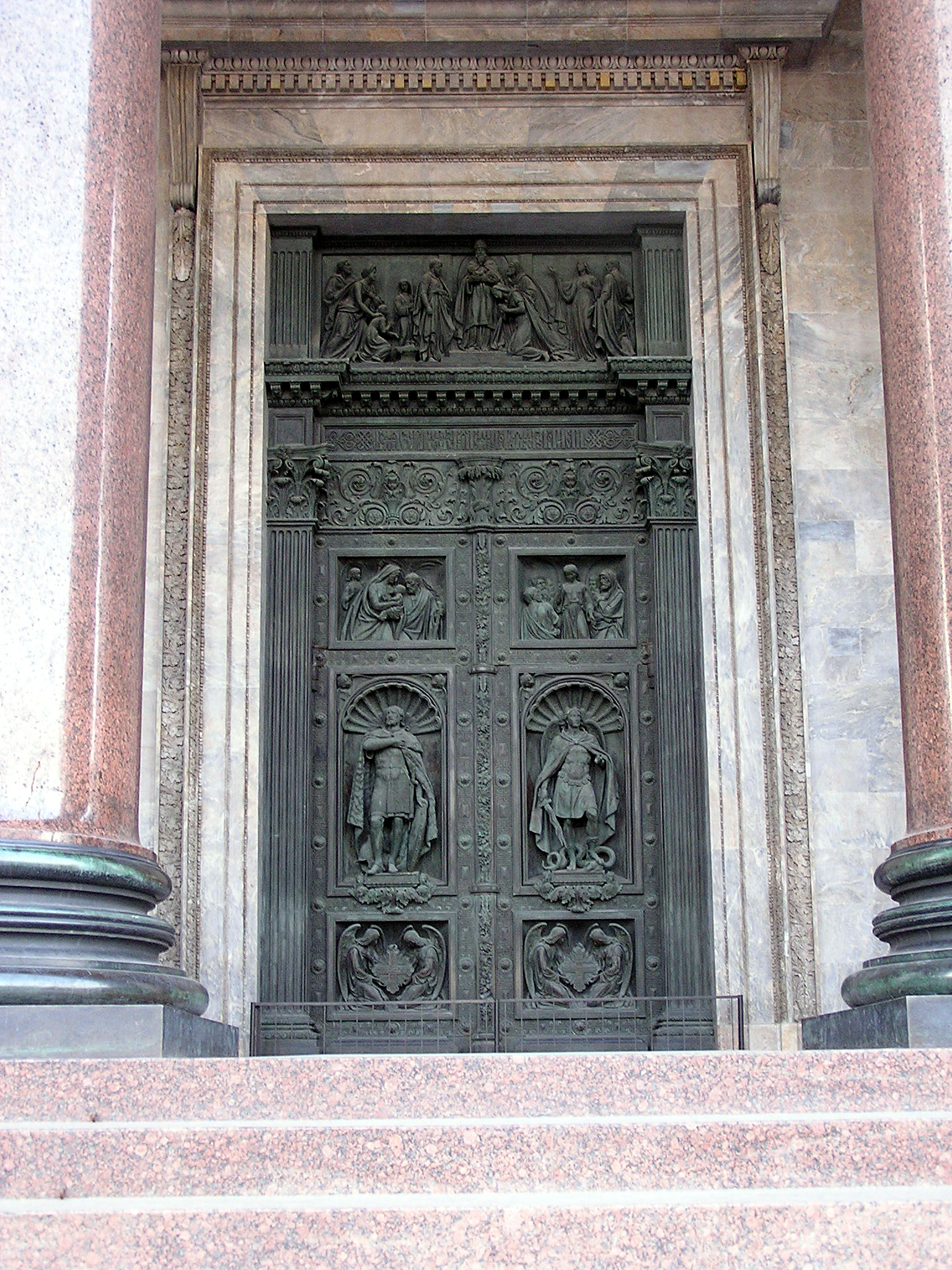
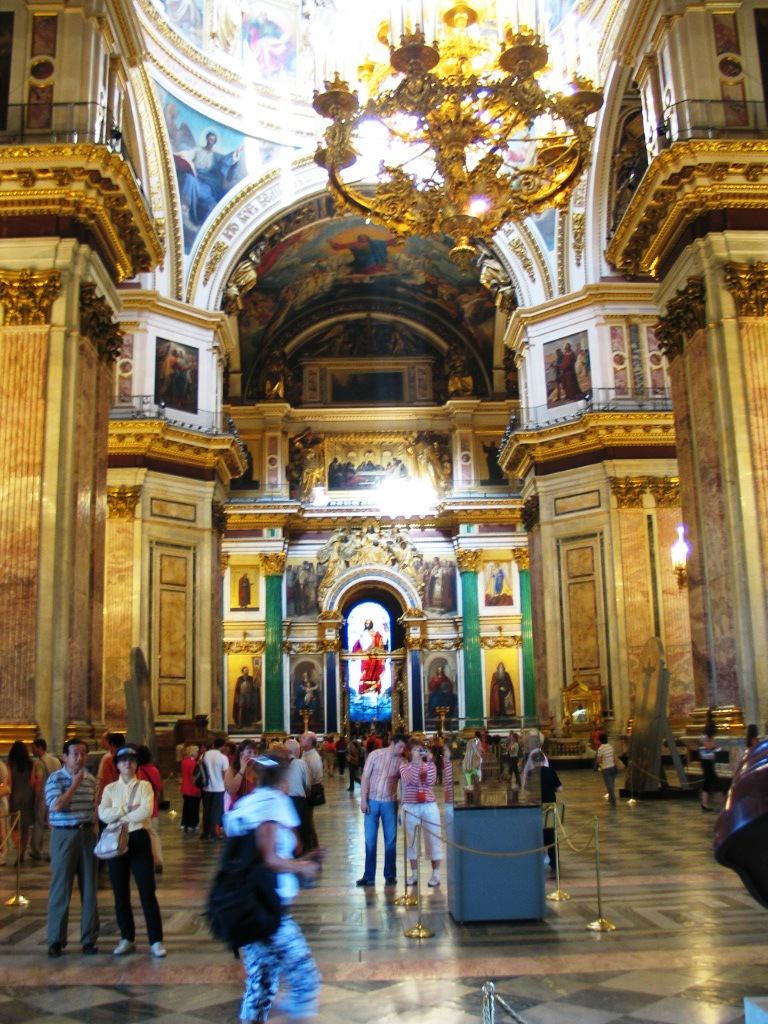
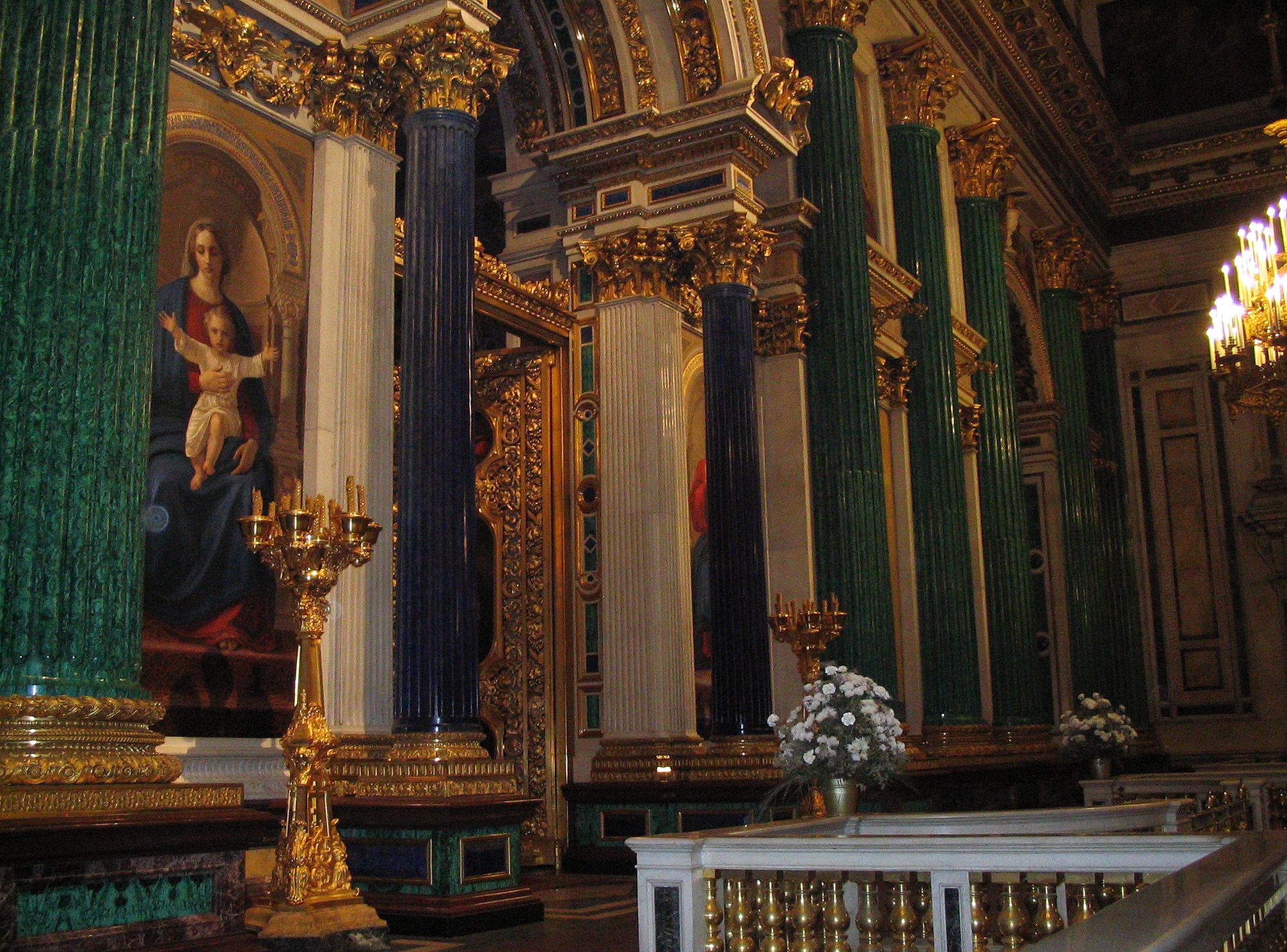
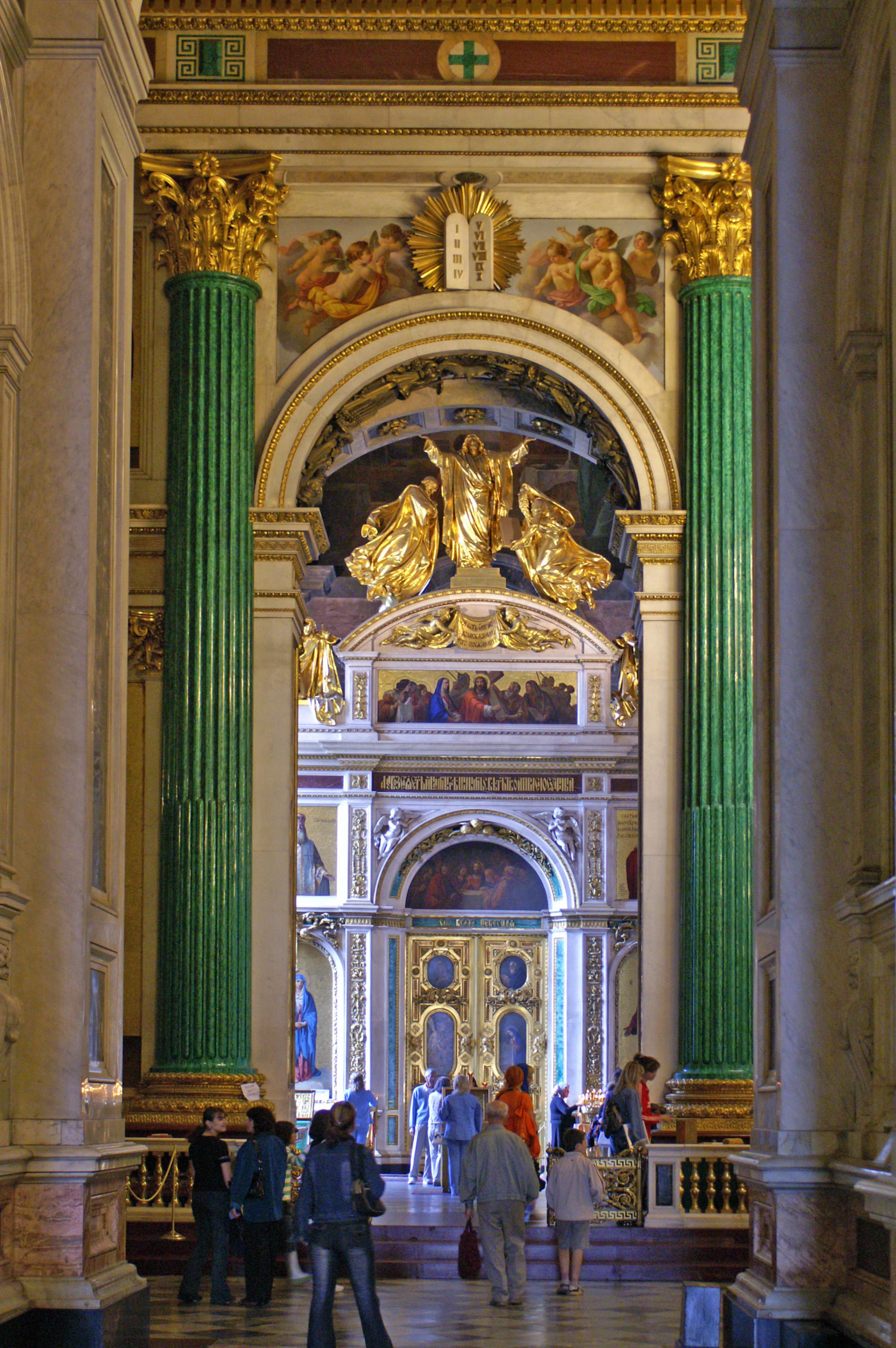
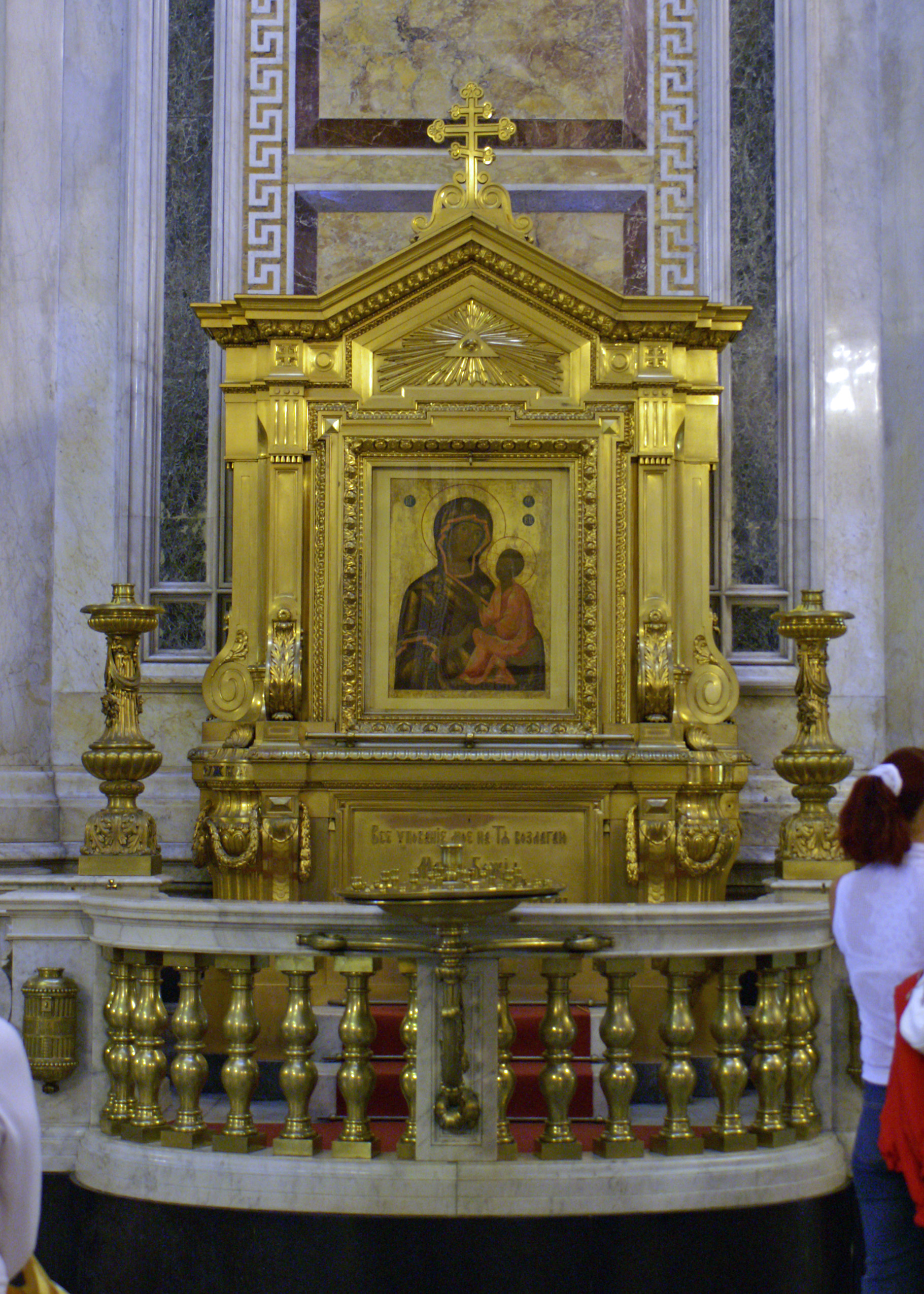
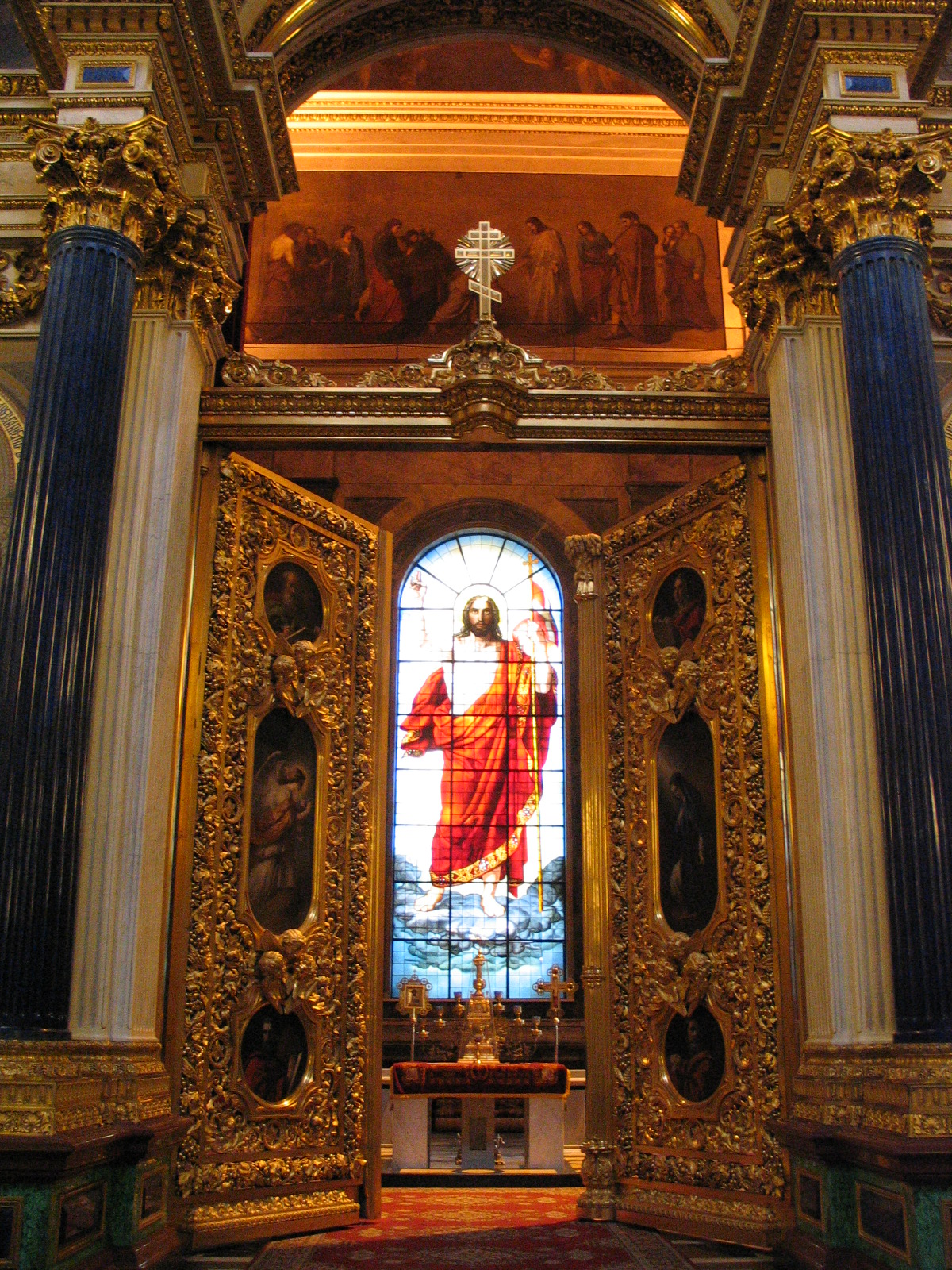
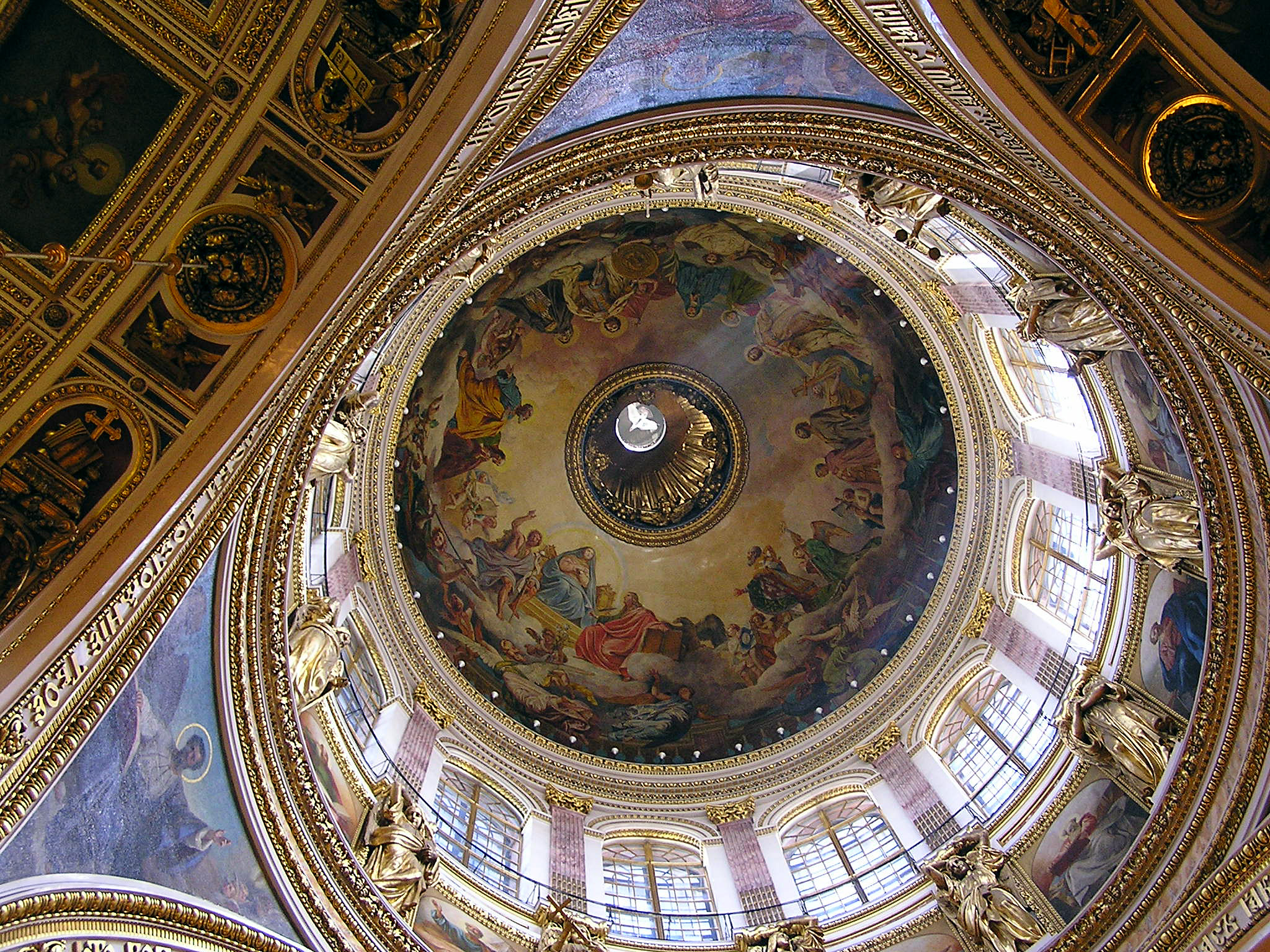
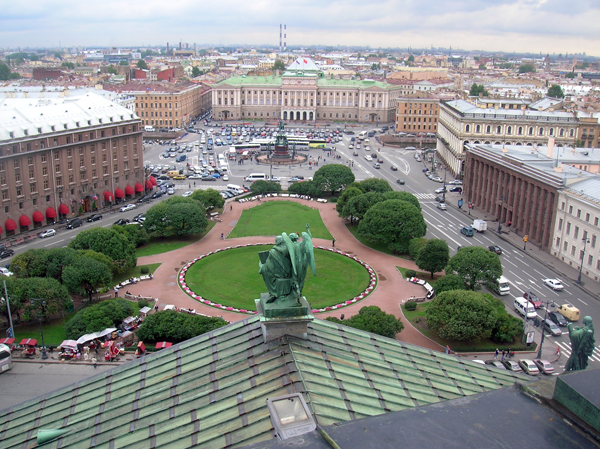
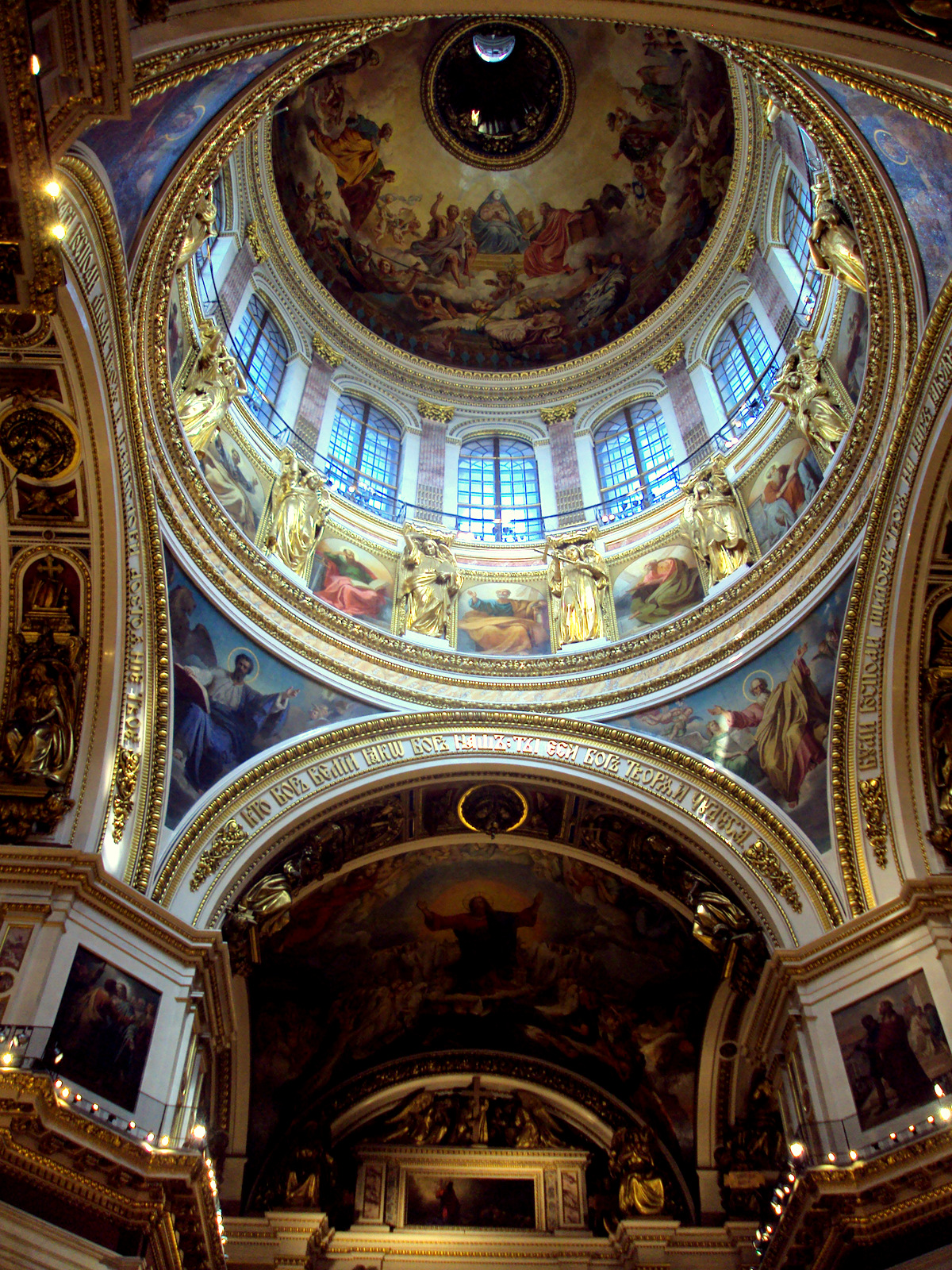
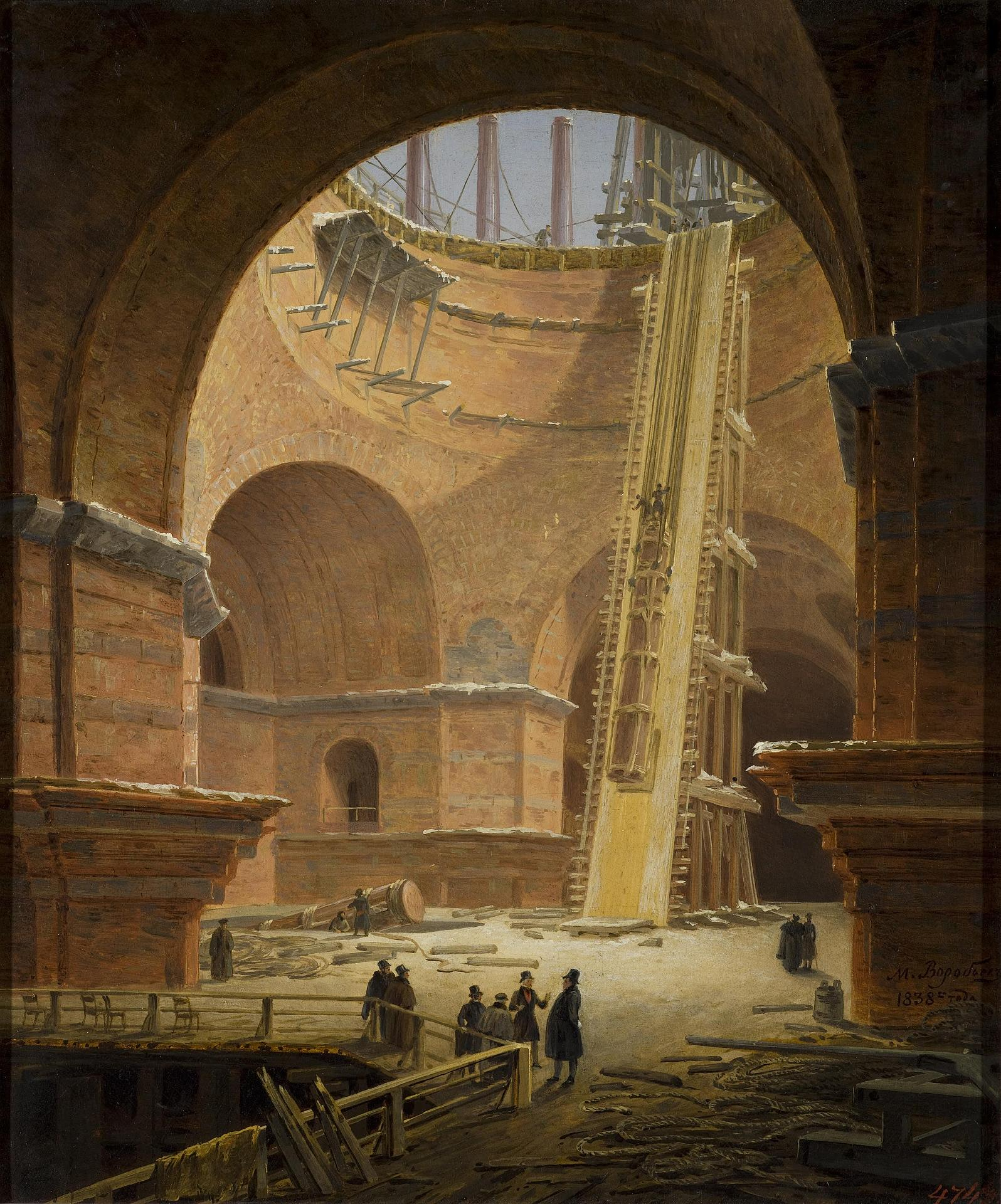